# Церква Богородиці Кіріотиси
Церква Богородиці Кіріотиси знаходилася в Константинополі біля східного відрізка акведука Валента. Побудована на місці римських терм і двох храмів VI—VII століть під кінець правління Комнінів (кінець XII століття). Султан Мехмед II, що захопив Константинополь, приписав церкву одній з сект дервішів, у розпорядженні якої вона і залишалася до XVIII століття, коли була перетворена на мечеть Календерхане.
Неодноразові землетруси і пожежі змусили владу здійснити в 1854 реставрацію пам'ятника, під час якої розібрано бічні нефи і хори.
Після обвалення мінарету в 1930-ті мечеть була на якийсь час занедбана, що дозволило провести наукову реставрацію, яка призвела до виявлення фрески із зображенням Богородиці Кіріотиси. На цьому було поставлено крапку в довгих суперечках про початкове посвячення церкви.
Паперть і мінарет є пізнішими привнесеннями, на відміну багатьох рис інтер'єру, серед яких виділяється єдина у місті мозаїка доіконоборного періоду (зображує Стрітення) і фрески XIII століття зі сценами із життя св. Франциска Ассізького (найдавніша версія сюжету, нині в історичному музеї Стамбула).